# Kaap Hoorn
Kaap Hoorn (Spaans: Cabo de Hornos) is een kaap op het Chileense Hornos-eiland. Het ligt slechts 2 km ten noorden van de 56e breedtegraad zuid, en wordt vaak beschouwd als het zuidelijkste punt van Zuid-Amerika.

## De naam
Willem Corneliszoon Schouten noemde de kaap op 29 januari 1616 naar zijn geboorteplaats, de stad Hoorn in de huidige provincie Noord-Holland, toen hij samen met Jacob le Maire de kaap rondvoer. Er staat letterlijk in het scheepsjournaal: "twelck [dat is: de kaap] onse president ter eeren des stadts van Hoorn noemde Capo Hoorn".
In 1619 rondden de broers Bartolomé en Gonzalo García de Nodal de kaap en herdoopten hem in opdracht van de Spaanse Koning als Cabo San Ildefonso.
De tegenwoordige Spaanse naam is Cabo de Hornos. Deze naam betekent Kaap van de Ovens en is wellicht een volksetymologische vervorming onder invloed van de naam Vuurland.

## Ontdekking
Schouten en Le Maire ontdekten de kaap toen ze op zoek waren naar een vrije doorgang naar het Verre Oosten, omdat Kaap de Goede Hoop en de Straat Magellaan waren voorbehouden aan de schepen van de Vereenigde Oostindische Compagnie. Ze veronderstelden in 1616 nog dat de Kaap op Vuurland lag. Het was Gheen Huygen Schapenham, viceadmiraal onder Jacques l'Hermite, die in 1624 ontdekte dat Kaap Hoorn een eiland was.
De nieuwe route had het voordeel dat de straat tussen Vuurland en Stateneiland, de Straat Le Maire, 16 mijl manoeuvreerruimte had, veel meer dan de paar mijl in de Straat Magellaan. Die manoeuvreerruimte bleek echter over het algemeen niet op te wegen tegen de slechte omstandigheden. Vóór Kaap Hoorn is er geen continentaal plat om de stromingen af te zwakken, en de winden die rond Antarctica cirkelen kunnen er stormen veroorzaken met golven die meer dan twintig meter hoog worden. Gemiddeld zijn er per jaar 200 dagen storm rond Kaap Hoorn, en ook de rest van het jaar is de wind er sterk.

## Scheepvaart
Pas in de loop van de 19e eeuw begon het scheepvaartverkeer met regelmaat gebruik te maken van de route rond Kaap Hoorn. Daarmee werd het een uitdaging voor zeiljachten om ook de kaap te ronden. Het eerste zeiljacht dat rond de kaap voer was de Saoirse van Connor O'Brien op zijn tocht rond de wereld van 1923 tot 1925. Sindsdien zijn meer jachten rond de kaap gezeild, maar er ook zijn vergaan. Ook vandaag de dag blijft de tocht om de kaap een uitdaging voor de zeilvaart. Onder andere komt een van de etappes van de The Ocean Race (voorheen Whitbread Round the World race) voorbij Kaap Hoorn. En verder is er een Stichting Nederlandse Kaap Hoorn-vaarders opgericht, die de herinnering aan de grote zeilvaart om Kaap Hoorn levend wil houden. De stichting looft ook een penning uit aan hedendaagse zeezeilers, die van 50 graden zuid in de Stille Oceaan, rond Kaap Hoorn, naar 50 graden zuid in de Atlantische Oceaan gezeild hebben, of andersom.

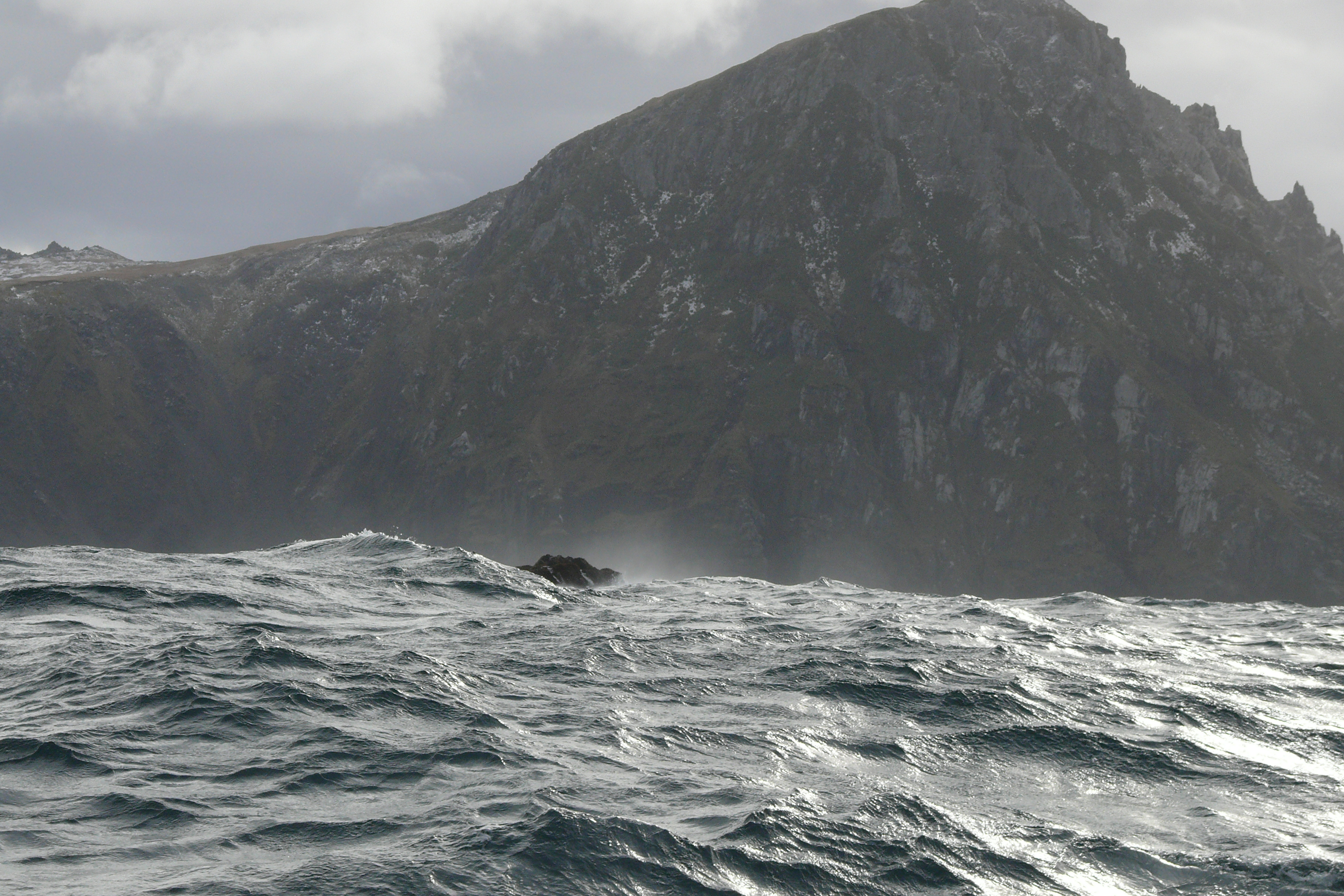
Kaap Hoorn gefotografeerd vanaf boord van de zeilboot "Tari II" door Ingo Kühl op 25 oktober 2009

## Wetenswaardigheden
- Kaap Hoorn ligt op een eiland. Het zuidelijkste punt van het vasteland van Zuid-Amerika is Kaap Froward.
- Het fregat Susanna deed er in 1905 99 dagen over om Kaap Hoorn te ronden, waarvan ze op 80 dagen geconfronteerd werd met stormen van windkracht 10 of meer.